# Colugos
O Colugo é um mamífero arborícola escalador encontrado no Sudeste Asiático. Há somente duas espécies, cada uma delas em seu próprio gênero, as quais formam toda uma família. Cynocephalidae e ordem Dermoptera. Embora sejam os mais capazes de todos os mamíferos escaladores, eles não podem voar de verdade, apenas planar. Eles também são conhecidos como cobegos ou lêmures voadores (embora não sejam lêmures e nem possam voar).
O colugo é um mamífero de médio porte, que se assemelha superficialmente aos lémures e mede entre 35 e 45 cm de comprimento. Tem patas longas, cauda curta e uma cabeça pequena, de orelhas arredondadas. Os olhos são relativamente grandes e dispostos na frente da cara, o que lhes permite visão binocular. Os colugos são animais noturnos e arbóreos, que habitam as florestas tropicais do Sudeste Asiático. Pouco se sabe a respeito dos seus hábitos de reprodução e comportamento. Estes animais são herbívoros e alimentam-se de frutos, folhas e seiva.

## Características
Os colugos são razoavelmente grandes para um mamífero arborícola: em aproximadamente 35 a 40 cm de comprimento e 1 ou 2 quilogramas de peso, são comparáveis a um de tamanho médio gambá ou a um esquilo muito grande. Têm os membros moderadamente longos, delgados, de comprimento dianteiros e traseiros iguais , uma cauda de comprimento médio, e uma configuração corporal  relativamente esguia. A cabeça é pequena, com os olhos grandes, focalizados frontalmente para a visão binocular excelente, e orelhas pequenas, arredondadas. Quando nasce, o colugo pesa somente aproximadamente 35g e não alcança o tamanho de adulto por 2-3 anos.
Nas árvores, os colugos não são trepadores ágeis, uma vez que não têm polegares oponíveis, braços fortes nem cauda preênsil. Para se deslocar dentro da mesma árvore, os colugos saltitam de ramo em ramo, contando com as garras para se agarrar aos galhos.
Sua mais distinta característica, entretanto, é a membrana de pele que se estende entre seus membros e lhes dá a habilidade de saltar parcialmente planando longas distâncias entre árvores. De todos os mamíferos saltadores, os colugos têm a adaptação mais extensiva ao vôo. Sua membrana de planagem, ou patagium, é tão grande quanto é geometricamente possível: funciona das omoplatas às patas dianteiras, da ponta do dedo mais externo à ponta dos dedos do pé, e dos pés traseiros à ponta da cauda; ao contrário de outros mamíferos saltadores conhecidos mesmo os espaços entre os dedos e os dedos do pé é ligado de maneira a aumentar a área de superfície total, como nas asas dos morcegos. Em conseqüência, os colugos foram considerados tradicionalmente ser mais próximos dos antepassados dos morcegos, mas são vistos agora geralmente como os parentes vivos mais próximos dos primatas.

## Imagens de Colugos

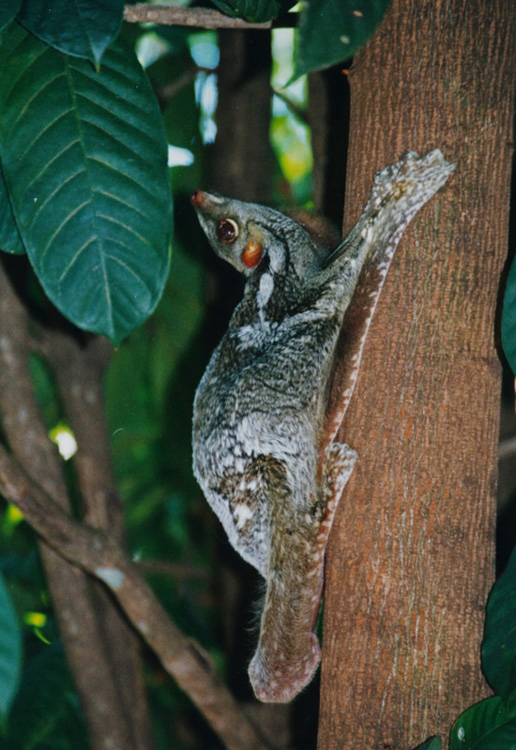
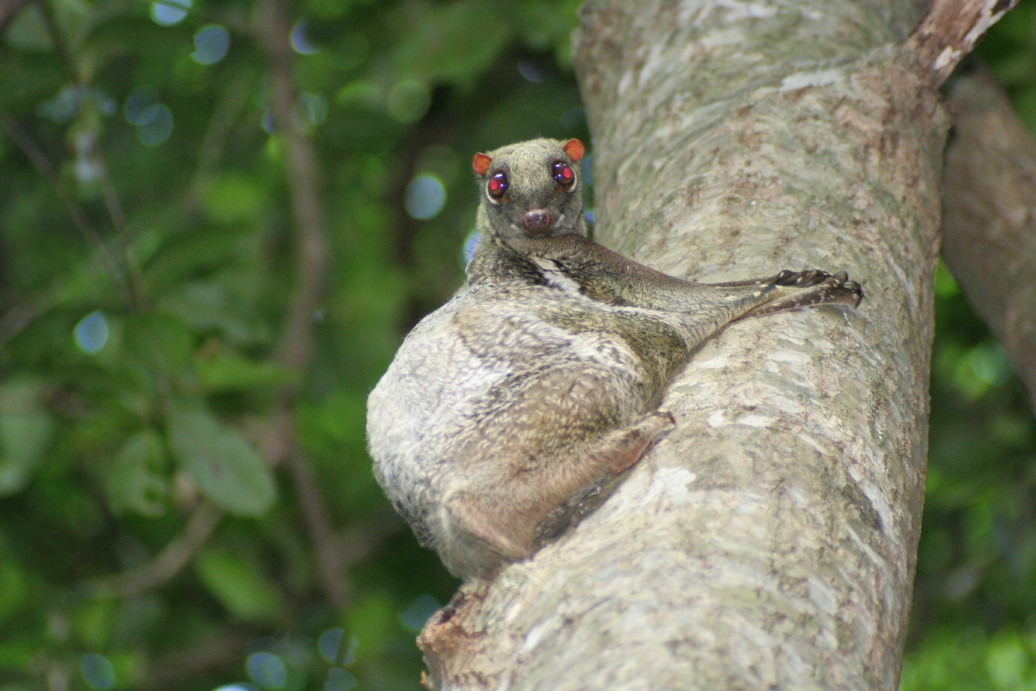